# 19 giugno
Il 19 giugno è il 170º giorno del calendario gregoriano (il 171º negli anni bisestili). Mancano 195 giorni alla fine dell'anno.

## Eventi
- 1306 – Le forze di Aymer de Valence, II conte di Pembroke sconfiggono i ribelli scozzesi di Robert Bruce nella battaglia di Methven;
- 1324 – Nasce il Regno di Sardegna;
- 1846 – A Hoboken (New Jersey) si svolge la prima partita di baseball con le regole moderne;
- 1860 – Luisa di Orange-Nassau sposa re Carlo XV di Svezia-Norvegia;
- 1865 – Oltre due anni dopo il Proclama di emancipazione, gli schiavi di Galveston (Texas) vengono finalmente informati della loro libertà;
- 1903 – Benito Mussolini viene arrestato a Berna per aver indetto uno sciopero violento;
- 1912 – Istituzione della giornata lavorativa di otto ore negli Stati Uniti d'America;
- 1918 – Durante un'azione di mitragliamento a volo radente sul Montello viene abbattuto e ucciso l'asso dell'aviazione italiana Francesco Baracca, colpito da un biplano austroungarico;
- 1926 – L'opera Re Ruggero di Karol Szymanowski debutta al Teatro Grande di Varsavia;
- 1933
  - L'Austria mette fuori legge nei suoi confini nazionali il Partito nazionalsocialista tedesco;
  - A 16 anni dall'inizio dei lavori nel 1918, le due campagne di scavo partite a ovest da Kannami e a est da Atami si incontrano a metà strada, completando il complessissimo scavo di 7804 m del Tunnel di Tan'na nella Prefettura di Shizuoka in Giappone; il tunnel verrà aperto al pubblico il 1º dicembre 1934 come parte della Linea principale Tōkaidō;
- 1934 – Istituzione negli USA della Federal Communications Commission (FCC), che regola le trasmissioni radiofoniche e televisive;
- 1938 – Allo Stade olympique Yves-du-Manoir di Colombes, nei pressi di Parigi, la Nazionale italiana di calcio sconfigge per 4-2 l'Ungheria e vince per la seconda volta di fila la Coppa Rimet;
- 1944 - Feltre: Notte di Santa Marina
- 1946 – Il Tricolore verde-bianco-rosso privo dello stemma sabaudo diviene bandiera nazionale della Repubblica Italiana;
- 1953 – La coppia di coniugi e attivisti politici statunitensi Ethel e Julius Rosenberg viene giustiziata sulla sedia elettrica nel carcere di Sing Sing a seguito di un processo per spionaggio in favore dell'Unione Sovietica; il loro caso è considerato fra i più emblematici e controversi della guerra fredda ed è stato oggetto di critiche internazionali e successive riconsiderazioni;
- 1961 – Il Kuwait ottiene l'indipendenza dal Regno Unito;
- 1970 – Firma del Patent Cooperation Treaty (PCT);
- 1973 – Il musical The Rocky Horror Show debutta al Royal Court Theatre di Londra; due anni dopo verrà messo in scena anche a Broadway e adattato nel film The Rocky Horror Picture Show;
- 1976
  - Dieci mesi dopo essere stata lanciata da Cape Canaveral, a sonda spaziale Viking I entra nell'orbita di Marte;
  - Re Carlo XVI Gustavo di Svezia sposa Silvia Sommerlath;
- 1978 – La striscia quotidiana a fumetti Jon di Jim Davis, iniziata nel 1976, passa tramite una syndication editoriale da una distribuzione locale a una nazionale e cambia nome in Garfield;
- 1980 – Donna Summer è la prima artista a firmare un contratto con la neonata Geffen Records;
- 1982 – A Baccaiano di Montespertoli il Mostro di Firenze uccide Paolo Mainardi, di 22 anni, e Antonella Migliorini di 19;
- 1991 – Pablo Escobar, capo del Cartello di Medellín e considerato fra i principali criminali del XX secolo se non di sempre, si arrende alle forze dell'ordine della Colombia a condizione di non essere mai estradato negli USA;
- 1996 – Première del film Il gobbo di Notre Dame, 34º Classico Disney, al Caesars Superdome di New Orleans; l'uscita ufficiale nelle sale cinematografiche statunitensi avverrà il 21 giugno successivo;
- 1998 – Esce nelle sale cinematografiche statunitensi il film Mulan, 36º Classico Disney;
- 1999 – Il principe Edward, conte di Wessex, sposa lady Sophie Rhys-Jones nella Saint George's Chapel a Windsor;
- 2000 – Datapoint, la società che commissionò il microprocessore Intel 8008, vende la sua struttura europea e cambia il nome in Dynacore;
- 2001 – I Giochi paralimpici vengono abbinati ai Giochi olimpici quadriennali;
- 2004 – Durante un concerto del A Reality Tour di David Bowie a Oslo, uno spettatore getta sul palco un lecca-lecca che colpisce il cantante esattamente nell'occhio sinistro, già lesionato dall'età di 14 anni[1];
- 2007 – Il sito web YouTube aggiunge altre dieci nazionalità alla propria interfaccia, incluse Brasile, Francia, Giappone e Italia[2];
- 2014 – Madrid: Filippo di Borbone diventa re di Spagna, succedendo all'abdicatario Juan Carlos I;
- 2016 – Virginia Raggi vince al ballottaggio le elezioni amministrative diventando la prima donna eletta come sindaco di Roma.

## Nati
Ci sono circa 1 060 voci su persone nate il 19 giugno; vedi la pagina Nati il 19 giugno per un elenco descrittivo o la categoria Nati il 19 giugno per un indice alfabetico.

## Morti
Ci sono circa 440 voci su persone morte il 19 giugno; vedi la pagina Morti il 19 giugno per un elenco descrittivo o la categoria Morti il 19 giugno per un indice alfabetico.

## Feste e ricorrenze

### Civili
Nazionali:
- Italia - Festa europea della musica a Lucca (2º giorno)

### Religiose
Cristianesimo:
- Sant'Abgar V, re di Edessa (Chiese di rito orientale)
- San Buonmercato di Ferrara, chierico
- San Donato di St-Diè, vescovo
- Santi Gervasio e Protasio, martiri
- San Giobbe di Mosca, patriarca (Chiesa ortodossa russa)
- Santa Giuliana Falconieri, vergine
- Sant'Ildemarca di Fecamp, badessa
- San Lamberto di Saragozza, martire
- Santi Lupo e Adleida, sposi e martiri
- Santi Martiri mercedari di Maiorca
- San Modesto Andlauer, sacerdote gesuita, martire
- San Nazario di Capodistria, vescovo
- San Remigio Isoré, sacerdote gesuita, martire
- San Romualdo di Camaldoli, abate
- Beato Arnaldo de Liniberio, mercedario
- Beata Candida da Milazzo, terziaria minima
- Beata Elena Aiello, fondatrice
- Beato Gerlando d'Alemagna, cavaliere di Malta
- Beata Michelina da Pesaro
- Beati Sebastiano Newdigate, Umfrido Middlemore e Guglielmo Exmew, sacerdoti certosini, martiri
- Beato Tommaso Woodhouse, sacerdote gesuita, martire